# Banca Popolare di Bisceglie

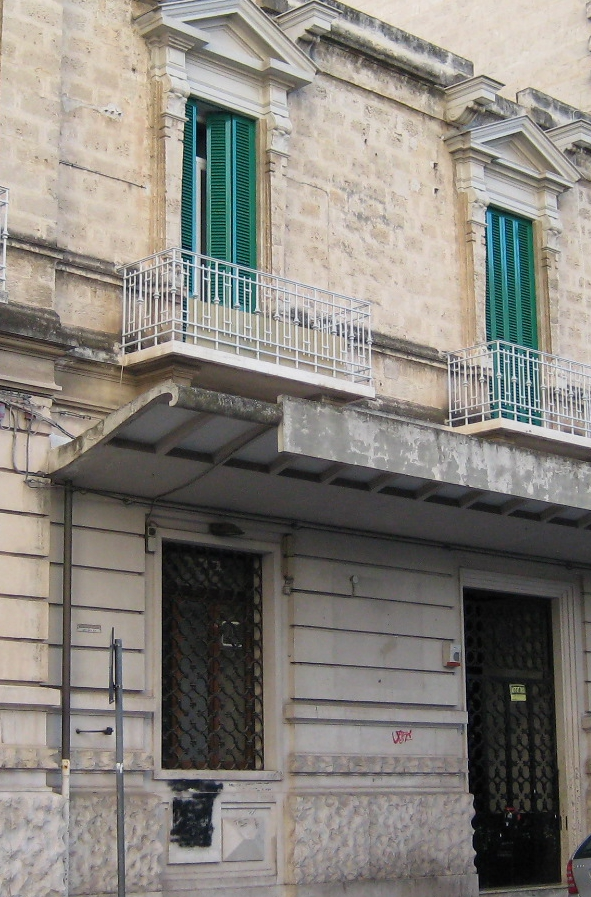
La sede principale della Banca a Bisceglie

La Banca Popolare di Bisceglie è stata una banca fondata a Bisceglie nel 1913 e fusa con la Banca del Salento nel 1989.

## Storia
La Banca Popolare di Bisceglie era un istituto di credito con sede a Bisceglie, fondato il 21 aprile del 1913 per iniziativa degli avvocati Domenico Nardi e Mauro Panunzio, insieme ad un gruppo di commercianti e di professionisti biscegliesi.

Gli azionisti fondatori furono 40 e le azioni 471. Il primo presidente fu l'avvocato Domenico Nardi ed il vicepresidente Carlo Serpieri. I primi dirigenti furono: Mauro Panunzio, Giacinto Dell'Olio e Sergio Pasquale. La prima sede era ubicata in Bisceglie sulla vecchia via per Corato (attuale via Alcide De Gasperi) nell'edificio dell'orfanotrofio Bombini.

A partire dal 1958 la banca attraversò  un significativo periodo di crescita patrimoniale sotto la guida dell'ingegner Michele Dell'Olio.
 La Banca Popolare di Bisceglie, oltre alle normali operazioni bancarie,  sostenne l'economia locale concedendo crediti sulle nuove costruzioni di alloggi, anticipazioni ad imprese che lavoravano nel settore dei lavori pubblici, crediti ad imprese commerciali ed artigiane.

Dal 1971 la banca si trovò a fronteggiare una grave crisi finanziaria, che venne superata solo dopo il 1985.

Dopo qualche anno dalla ripresa, a partire dal 1988, il consiglio di amministrazione della Banca di Bisceglie spa venne presieduto, da Lorenzo Gorgoni, che guidò l'istituto in una travagliata fase di transizione verso la fusione con la Banca del Salento, avvenuta nel 1989, e divenuta successivamente Banca “121”.

L'Istituto, che aveva filiali a Canosa di Puglia, Trani e Corato, dopo la fusione con la Banca del Salento, ha cessato d'esistere il 30 settembre 1990.